# Bộ Bao (勹)
Bộ Bao (勹) có nghĩa là "bao bọc" là một trong 23 bộ thủ được cấu tạo từ 2 nét trong số 214 Bộ thủ Khang Hy
Trong Từ điển Khang Hy, có 64 ký tự (trong số 49.030) được tìm thấy dưới bộ thủ này.

## Chữ dùng bộ Bao (勹)

Small seal script character

| Số nét | Chữ                     |
| ------ | ----------------------- |
| 2 nét  | 勹                      |
| 3 nét  | 勺                      |
| 4 nét  | 勻 勼 勽 勾 勿 匀 匁 匂 |
| 5 nét  | 匃 匄 包 匆 匇          |
| 6 nét  | 匈                      |
| 7 nét  | 匉                      |
| 8 nét  | 匊 匋 匌                |
| 9 nét  | 匍                      |
| 10 nét | 匎                      |
| 11 nét | 匏 匐                   |
| 12 nét | 匑 匒                   |
| 13 nét | 匓                      |
| 16 nét | 匔                      |